# 生徒指導提要
生徒指導提要（せいとしどうていよう）は、文部科学省が発行する初等教育・中等教育における生徒指導に関する基本書である。生徒指導の意義や留意点などの理論から、いじめや不登校など個別の課題への指導方法などについて取り扱っている。

## 概要
文部科学省は、生徒指導提要を小学校段階から高等学校段階までの生徒指導の理論・考え方や実際の指導方法等について、時代の変化に即して網羅的にまとめ、生徒指導の実践に際し教員間や学校間で教職員の共通理解を図り、組織的・体系的な生徒指導の取組を進めることができるよう、生徒指導に関する学校・教職員向けの基本書と位置づけている。なお、法的拘束力は無い。
2010年4月に初版が発行された。その後、生徒指導に関する課題の深刻化や関係法令の施行など生徒指導を取り巻く状況の変化を受けて2022年12月に改訂版が発行された。
また、教員採用試験においても生徒指導提要に関する問題が高い出題率で出題されている。

## 内容
生徒指導提要（改訂版）は、下記の全2部全13章で構成される。総ページ数は300ページ。
- 第Ⅰ部：生徒指導の基本的な進め方
  - 第1章：生徒指導の基礎
  - 第2章：生徒指導と教育課程
  - 第3章：チーム学校による生徒指導体制
- 第Ⅱ部：個別の課題に対する生徒指導
  - 第4章：いじめ
  - 第5章：暴力行為
  - 第6章：少年非行
  - 第7章：児童虐待
  - 第8章：自殺
  - 第9章：中途退学
  - 第10章：不登校
  - 第11章：インターネット・携帯電話に関わる問題
  - 第12章：性に関する課題
  - 第13章：多様な背景を持つ児童生徒への生徒指導

## 沿革
- 2009年6月9日：生徒指導提要の作成に関する協力者会議の第1回が開催[6]
- 2010年3月26日：生徒指導提要の作成に関する協力者会議の最終回（第6回）が開催[6]
- 2010年4月2日：生徒指導提要が発行[3]
- 2021年7月7日：生徒指導提要の改訂に関する協力者会議の第1回が開催[7]
- 2022年8月26日：生徒指導提要の改訂に関する協力者会議の最終回（第9回）が開催[7]
- 2022年12月6日：生徒指導提要（改訂版）が発行（第1.0.0版）[3]
- 2023年2月23日：誤字などを修正した第1.0.1版が発行[3]

## 変遷

### 初版
2010年4月2日に「生徒指導提要」が発行された。生徒指導に関する手引書としては、1981年に発行された「生徒指導の手引（改訂版）」から29年以来の発行である。

### 改訂版
2022年12月6日に「生徒指導提要（改訂版）」が発行された。2010年に生徒指導提要が発行されてから初の改訂である。また、利用者が参照しやすいように、また、法改正などにより更新が必要な際に随時更新できるように、単語をクリックするとその解説や関係法令にジャンプするなどの機能を持つデジタルテキストとして作成された。
いじめや暴力行為、児童虐待の件数や不登校児童生徒数や児童生徒の自殺者数が増加していること、いじめ防止対策推進法や義務教育の段階における普通教育に相当する教育の機会の確保等に関する法律が施行されたこと、中央教育審議会からチーム学校や令和の日本型学校教育について提言されたこと、学習指導要領が改訂されたことなど、生徒指導を取り巻く課題の深刻化や法制度や生徒指導をめぐる状況の変化を受けて改訂に至った。